# Tue-cochon
 (novembre 2024).
Si vous disposez d'ouvrages ou d'articles de référence ou si vous connaissez des sites web de qualité traitant du thème abordé ici, merci de compléter l'article en donnant les références utiles à sa vérifiabilité et en les liant à la section « Notes et références ».
La tue-cochon ou tuaille du cochon est une tradition dans les campagnes européennes qui consiste à abattre le cochon de la ferme.
Répandue depuis l'Antiquité, cette coutume populaire, coïncidant généralement avec les mois les plus froids de l'hiver, revêt des caractéristiques différentes selon les lieux. C'est une activité artisanale, faite à la main.
Commune dans de nombreux pays européens, elle permet de nourrir une famille en viande et charcuterie pendant une année. Mais à côté de cet aspect économique, elle a en même temps un côté festif et de célébration.
Cette tradition est toujours permise, à condition que le cochon ait été élevé dans la ferme et soit destiné à la consommation familiale, grâce à une dérogation aux règles légales qui imposent l'abattage des animaux d'élevage destinés à la commercialisation dans des abattoirs agréés. En France cette dérogation est prévue par l'article R231-6 du Code rural et de la pêche maritime.
Cette pratique est inscrite à l'Inventaire du patrimoine culturel immatériel en France, depuis 2012.

## Un procédé sur trois jours

### Premier jour: la tuerie
Le premier jour est celui-dit de "la tuerie". C'est une tâche exclusivement masculine. Les hommes se rassemblent afin de maîtriser l'animal. Une corde est passée dans sa gueule, une autre autour d'un pied. L'animal est ensuite traîné jusqu'à un socle pour être abattu. La tête dans le vide, et les pieds immobilisés, le boucher procède au saignement du cochon. Ce rôle de "tueur" est transmis de génération en génération. A cela, s'ajoute un couteau spécial pour l'égorgement de l'animal. Une fois l'artère sectionnée, le sang est récupéré et transmis aux femmes, pour qu'elles le transforment en boudin. Le cochon est ensuite placé dans une grande maie, avec un système de manivelle, permettant de tourner l'animal. En occitan, la maie est appelée "cautera"[réf. nécessaire] . Le porc est ensuite recouvert d'eau très chaude afin que la soie (poils de cochon) puisse être enlevée. Ensuite, les ongles sont enlevés avec l'aide d'un crochet. Les femmes peuvent alors récupérer les boyaux qui serviront de contenant pour les boudins.  Le cochon est laissé suspendu toute la nuit afin que la viande soit plus facile à découper, le jour suivant. Une fois les abats retirés, les hommes brisent les côtes de l'animal.

### Deuxième jour: la transformation
Le deuxième jour est destiné à la préparation des différentes pièces de viande. Le plus important morceau à préparer est le jambon, puis viennent les longes, les échines et les ventrêches. Certaines pièces sont ensuite salées pour la conservation. Pendant la découpe, la famille prend soin de tout garder. Chaque petit morceau est récupéré et classé selon trois catégories :
- La graisse, pour être fondue ;
- Les morceaux avec du sang, pour la préparation de pâtés; ces morceaux sont hachés et assaisonnés avec du sel, du poivre et de l'ail. On y ajoute le pain haché et des œufs, puis le pâté est mis en pots, qui seront ensuite stérilisés et entreposés dans la cave de la famille ;
- Les morceaux avec moins de sang, pour la préparation des saucisses.

### Troisième jour: les finitions
Le troisième jour est destiné à la préparation des saucisses. Elles sont fabriquées en dernier car cela permet de récupérer tous les petits morceaux perdus les jours précédents. Tout est haché pour préparer de la chair à saucisse, qui sera assaisonnée de sel, de poivre et d'ail. Les boyaux du cochon, vidés et nettoyés sont enfilés sur l'embout du hachoir afin d'être remplis. L'étape finale est celle du séchage. Autrefois, cela se faisait près de la cheminée.